# Kurubaravittalapura, Bhadravati
Kurubaravittalapura là một làng thuộc tehsil Bhadravati, huyện Shimoga, bang Karnataka, Ấn Độ.